# Коровци
Коровци (на словенски: Korovci; на унгарски: Károlyfa; на немски: Karlsdorf) е село в Словения, Помурски регион, община Цанкова. Според Националната статистическа служба на Република Словения през 2015 г. селото има 183 жители.